# Ernst Rüdiger von Wedel-Neuwedell
Ernst Rüdiger von Wedel-Neuwedell, Ernst Rüdiger Christian von Wedel (* 1631 in Neuwedell; † 1704 in Berlin) war Direktor des Berliner Kammergerichts.

## Leben
Der aus dem Neuwedeler Zweig seiner Familie stammende Ernst Rüdiger von Wedel war nach dem Besuch des Jesuitenkollegs Posen und der Universitäten Wittenberg und Heidelberg bis 1673 Präsident des Schivelbein-Dramburg-Arnswalder Kreises. Anschließend wurde er Hof- und Kammergerichtsrat in Berlin. Seit 1692 war er geschäftsführender Leiter und von 1695 bis zu seinem Lebensende Direktor des Berliner Hof- und Kammergerichts. Als solcher regte er 1698 den Erlass einer neuen Kammergerichtsordnung an. 1700 erhielt er vom König den Auftrag, diese Arbeit, gegen das Versprechen von 1000 Talern bei Abschluss, selbst zu erledigen. Wedel legte 1704, kurz vor seinem Tod, den Entwurf einer neuen Kammergerichtsordnung vor. Er war Landeshauptmann der Herrschaften Beeskow und Storkow und Erbherr von Neuwedell, Berkenbrügge, Mienken, Silberberg und Röstenberg.

## Familie
Verheiratet war Wedel in erster Ehe mit Elisabeth Helena von Wedel aus dem nahegelegenen Steinbusch. Sie starb 1657 bei der Geburt des sechsten Kindes. Einer von zwei überlebenden Söhnen, Moritz Heinrich, wurde Geheimer Rat und war 1700 an der Gründung der Brandenburgischen Akademie der Wissenschaften beteiligt. Ernst Rüdiger von Wedel heiratete zehn Jahre nach dem Tode seiner ersten Frau 1667 Anna von der Marwitz, die 1679 nach Geburt zweier toter Kinder verstarb, und war seit 1682 kinderlos mit Barbara von Carnitz verheiratet. Einer seiner Cousins war Hasso Adam von Wedel-Neuwedell.